# Ростислав Каишев
Ростислав Атанасов Каишев (29 февруари 1908, Санкт Петербург – 19 ноември 2002, София) е български физикохимик, работил основно в областта на кристалния растеж, академик.

## Биография
Ростислав Каишев е роден на 16 февруари 1908 г. стар стил (29 февруари 1908 г. нов стил) в Санкт Петербург в семейството на българския офицер Атанас Каишев.
През 1932 година Ростислав Каишев защитава докторската си дисертация върху термичните свойства на флуидния и твърдия хелий  под ръководството на проф. Франц Симон (сър Франсис Саймън, един от бъдещите участници в създаването на атомната бомба) в Technische Hochschule zu Breslau. За свой учител посочва видния български физикохимик Иван Странски. Съвместните му работи със Странски стават една от основите на съвременната молекулно-кинетичната теория за образуване и растеж на кристалите.
Член на Българската (1947), Немската (1957), Чехословашката (1966), Саксонската (1968) академии на науките, вицепрезидент на Международния съюз по чиста и приложна физика IUPAC (1975 – 1980). 
Една от най-големите заслуги на Ростислав Каишев и съмишлениците му е създаването на българската школа по физикохимия. В периода 1941 – 1962 е ръководител на Катедрата по физикохимия към Софийския университет. Организатор и директор на Института по физикохимия към БАН. Сред учениците му са световноизвестните български учени Б. Мутафчиев, Алексей Шелудко, Йордан Малиновски, Георги Близнаков, Евгени Будевски, Иван Гуцов.
Съпругата му – Милка е дъщеря на именития българския математик, акад. Любомир Чакалов. Предполага се, че е роднина на Петър Дънов.

## Работи
Експерименталните и теоретичните работи на Ростислав Каишев върху термодинамиката и кинетиката на образуване на кристална фаза са в основата на цяла област от физикохимията. Заедно с Иван Странски установяват връзката между формата, структурата и силите на междумолекулно взаимодействие в кристалите на базата на молекулна трактовка. Разработват метода на средните отделителни работи, молекулно-кинетичен метод, изиграл роля в развитието на теорията на зараждането и растежа на кристалите. Създават модела на Каишев и Странски за послойния растеж на кристалите, имат заслуги за изясняване на връзката между двумерното зародишообразуване и спиралния растеж на кристалите. Каишев обобщава теоремата на Вулф за равновесната форма на кристалите за кристал, образуван върху чужда подложка (правило на Вулф-Каишев). Разработва термодинамиката и кинетиката на електрокристализацията и електролитното зародишообразуване.
От експерименталните работи на Каишев, основни са трудовете му по определяне на равновесната форма на кристалите при образуване из парна фаза и електролитен разтвор, които потвърждават теоретичния модел на Косел, Странски и Каишев. Широко използвана е разработената от Каишев и сътрудници двойноимпулсна потенциостатична методика, чрез която се проследява кинетиката на електролитното фазообразуване.

## Памет
На Ростислав Каишев е наречена улица в квартал „БАН IV километър“ в София (Карта).

## Отличия
- Носител на орден „Кирил и Методий“ Iва степен - 2 пъти  (1958, 1963),
- Носител на  Големия златен почетен знак за заслуги към Република Австрия (1978),
- 1978 г. – удостоен е със звание „Герой на социалистическия труд“ – „по случай 70-годишнината от рождението му и за неговата голяма научна, педагогическа и обществена дейност“.[5]
- Носител на златен плакет „За заслуги към науката и човечеството на Чехословашката република“ (1983) и много други.
- Член на Международната Академия „Леополдина“ – Хале и носител на златното ѝ отличие за общ принос във физикохимията-1987 г.

## Избрани трудове
- Stranski, I. N.;  Kaischew, R. Gleichgewichtsformen homöopolarer Kristalle //  Zeitschrift für Physikalische Chemie 78 (1-6).   1931. DOI:10.1524/zkri.1931.78.1.373. с. 373-385.
- Kaischew, R.; Stranski, I. N. Zur Theorie der linearen Kristallisationsgeschwindigkeit //  Zeitschrift für Physikalische Chemie 170A (1).   1934. DOI:10.1515/zpch-1934-17027. с. 295–299.
- Kaischew, R. Zur Theorie des Kristallwachstums //  Z. Physik 102 (9–10).   1936. DOI:10.1007/BF01337739. с. 684–690.
- Kaischew, R. On the history of the creation of the molecular-kinetic theory of crystal growth: Honoring the memory of I.N. Stranski //  Journal of Crystal Growth 51 (3).   March 1981. DOI:10.1016/0022-0248(81)90452-8. с. 643–650.